# 余田弦彦
余田 弦彦（よでん つるひこ、生年不明 - 1927年）は、日本の詩人。旧制高知高等学校の寮歌「豪気節」の作詞者である。

## 来歴・人物
熊本県に生まれる。熊本県立玉名中学校（1921年卒業）から、旧制高知高等学校に進学する。高知高等学校では応援団長を務めた。寮歌「豪気節」を作詞し、1923年の第1回高知高等学校運動会で発表した。運動会では同年から1924年にかけて「ダクダク踊りの歌」として、全身に墨を塗り、腰みのに竹やりを突いて踊り、大評判になったとされる。この「ダクダク踊りの歌」は、後の流行歌「酋長の娘」の元歌になったとされる。
旧制高知高等学校では同級生に秋田大助がおり、親友だった。
高知高等学校卒業後に京都帝国大学法学部に進学したが、在学中の1927年に死去した。
現在、高知県の桂浜公園に豪気節の歌碑が建立されている。